# Luci Postumi Albí (cònsol 173 aC)
Luci Postumi Albí (llatí: Lucius Postumius A. f. A. n. Albinus) va ser un magistrat romà d'època republicana. Formava part de la gens Postúmia, una antiga família romana d'origen patrici.
Era germà d'Espuri Postumi Albí Pàulul i d'Aulus Postumi Albí. Nomenat pretor l'any 180 aC, va obtenir la província d'Hispània Ulterior. El seu mandat es va perllongar un any més. Va sotmetre els vacceus i els lusitans i va retornar a Roma el 178 aC on va rebre els honors del triomf per les seves victòries.
Va ser cònsol l'any 173 aC junt amb Marc Popil·li Lenat, i tots dos van ser encarregats de dirigir la guerra a Ligúria. Però prèviament van enviar Luci Postumi Albí a Campània per separar les terres de l'Estat de les terres dels particulars, i com que això el va ocupar fins finals d'estiu, ja no va poder arribar a Ligúria. Durant el seu consolat va establir un dret de peatge als aliats per viatjar per territori romà i va restaurar el festival de la Floràlia, que s'havia interromput uns anys abans.
L'any 171 aC era un dels ambaixadors enviats a Masinissa I i als cartaginesos per demanar forces contra Perseu de Macedònia. El 169 aC va fracassar en les seves aspiracions a ser censor. L'any 168 aC va servir amb Emili Paule a Macedònia i va dirigir la segona legió a la batalla contra el rei macedoni. Després va ser enviat a saquejar el país dels enis (aenii) i ja no se'l menciona més.